# BAP Guardiamarina San Martin (PO-201)
Le BAP Guardiamarina San Martin (PO-201), (anciennement BAP Carvajal (FM-51)), a été la première frégate lance-missiles acquise par la marine de guerre du Pérou à la fin des années 1970.
Elle sert désormais comme patrouilleur océanique depuis 2013 au service des garde-côtes péruviens.

## Histoire
Sa construction a commencé en 1974 sur les chantiers navals Fincantieri de Riva Trigoso près de Gênes et terminé sur ceux du port de La Spezia. La conception de cette sous-classe Carvajal est basée sur celle de la Classe Lupo italienne.
Initialement elle porta le nom du vice-amiral Melitón Carvajal Ambulodegui (es) héros de la guerre du Pacifique (1879-1884) à bord du monitor Huáscar.
Ce bâtiment a été retiré du service en 2013. Son armement en missiles et systèmes associés ont été retirés et il a été reconverti comme premier patrouilleur garde-côtes.

### Note et référence
- (es) Cet article est partiellement ou en totalité issu de l’article de Wikipédia en espagnol intitulé « BAP Guardiamarina San Martín (PO-201) » (voir la liste des auteurs).